# Unterbilk
Unterbilk, vormals Neustadt, ist ein zentraler Stadtteil der Landeshauptstadt Düsseldorf und gehört zum Stadtbezirk 3. Durch hochwertige Städtebau- und Immobilienentwicklungen im Bereich des benachbarten Medienhafens und des Regierungsviertels entstand ein sogenannter Bilbao-Effekt, der sich im Stadtteil als Gentrifizierung bemerkbar macht.

## Geographie
Unterbilk hat eine Fläche von 1,58 Quadratkilometern.
Der Stadtteil grenzt an die Stadtteile Carlstadt, Stadtmitte, Friedrichstadt, Bilk, Hamm und Hafen.

## Geschichte

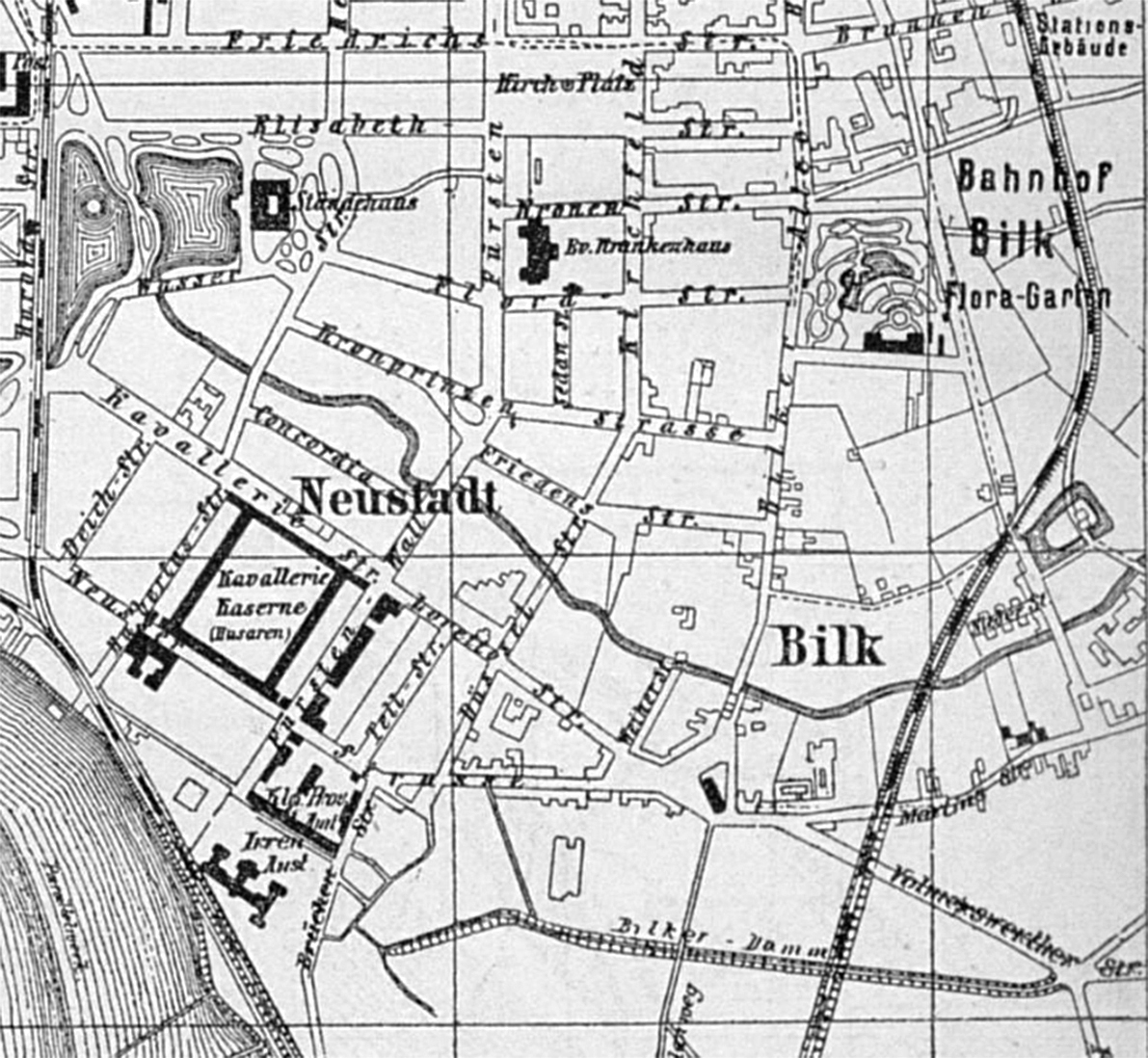
Neustadt als historische Bezeichnung eines Siedlungsansatzes in Unterbilk, Adressbuch der Stadt Düsseldorf 1890

Unterbilk ist ursprünglich ein Teil Bilks gewesen, das 799 erstmals urkundlich erwähnt wurde. Düsseldorf gehörte bis 1206 zur Pfarrei Alt St. Martin in Bilk, 1384 wiederum wurde Bilk zu Düsseldorf eingemeindet.
Der eigenständige Stadtteil Unterbilk entstand durch den Bau der Eisenbahnlinie von Neuss nach Düsseldorf, die Bilk durchtrennte. Das alte Bilk südlich der Eisenbahnlinie behielt den Namen Bilk, der nördlich gelegene Teil, Ende des 19. Jahrhunderts noch „Neustadt“ genannt, wurde zu Unterbilk.
1876 wurde an der Lausward in Unterbilk die erste Pferderennbahn Düsseldorfs eröffnet. 1890 bis 1896 entstand an der Lausward der Düsseldorfer Hafen.
Im 19. Jahrhundert erfolgte dann die dichte Bebauung im Rahmen des Stadtwachstums während der Industriellen Revolution.

## Verkehr

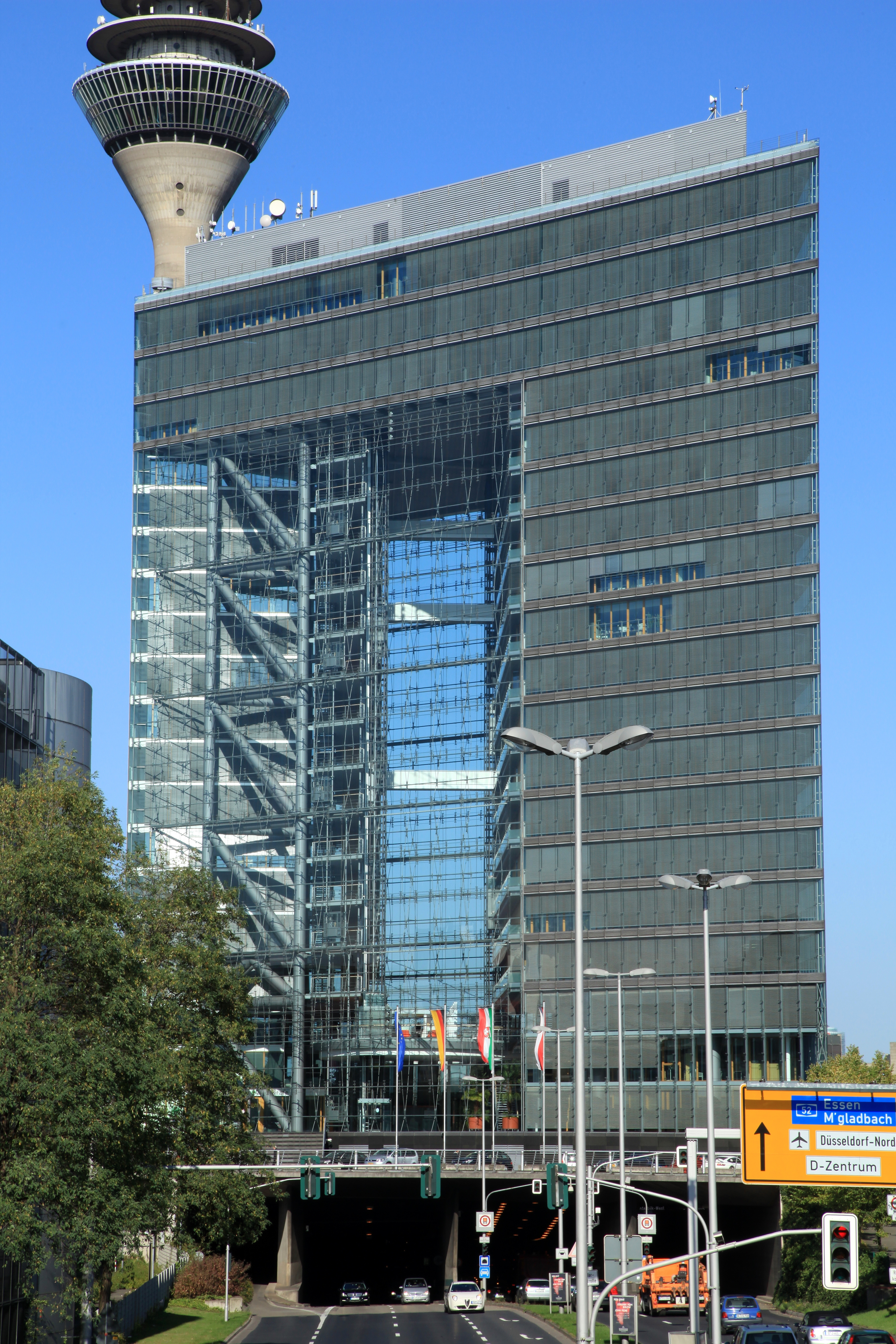
Düsseldorfer Stadttor

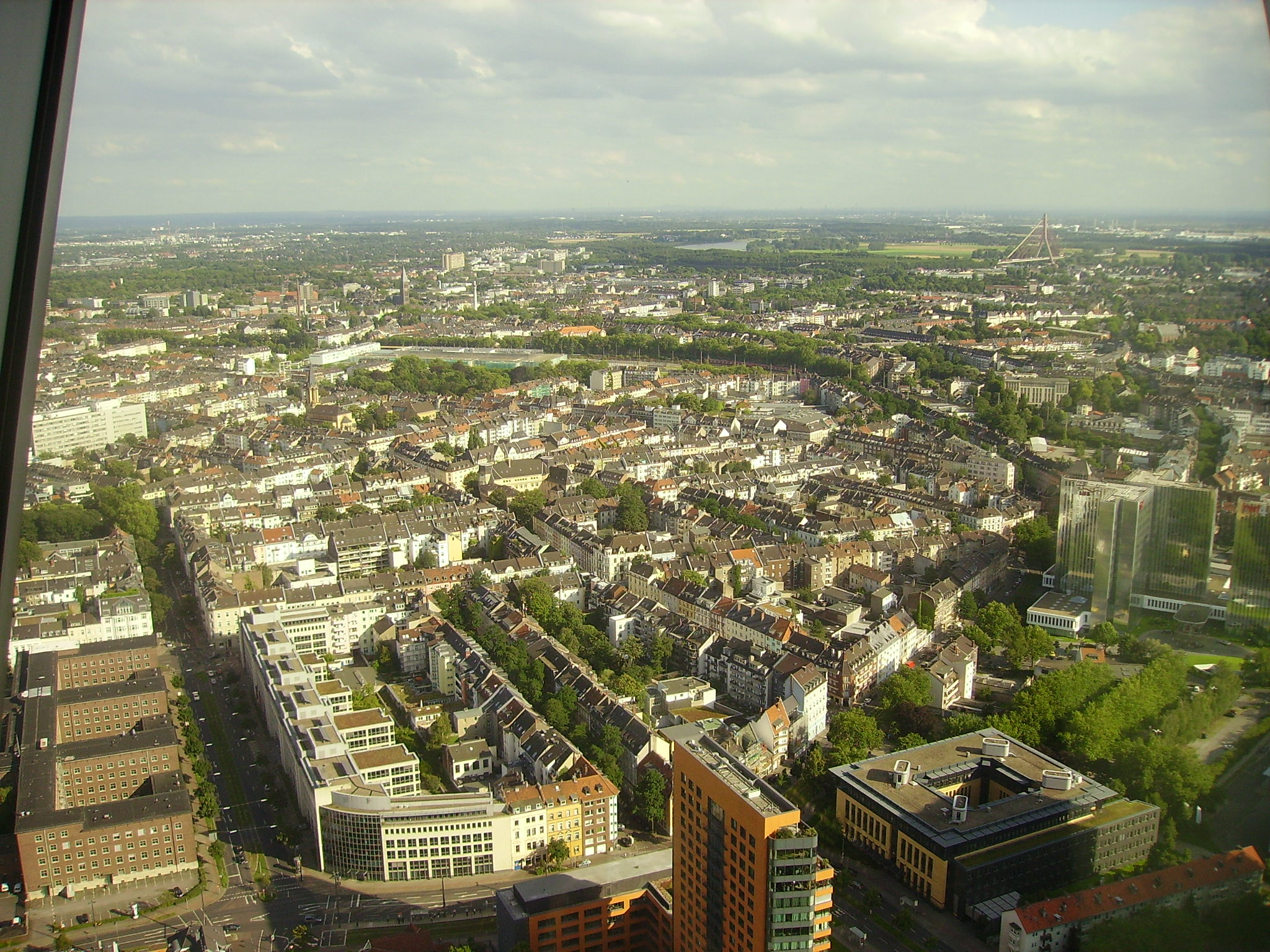
Blick auf Unterbilk

Unterbilk liegt an der Bundesstraße 1, welche durch den Rheinufertunnel geführt wird.
An die S-Bahnlinien S 8, S 11 und S 28 ist Unterbilk durch die S-Bahnhöfe Bilk und Völklinger Straße mit Fahrtrichtungen Neuss, Kaarst, Mönchengladbach, Dormagen, Köln, Bergisch Gladbach, dem Hauptbahnhof, Gerresheim, Mettmann, Wuppertal und Hagen angeschlossen.
Die Stadtbahnlinien U71, U72, U73 und U83, die Straßenbahnlinien 706, 707, 708 und 709 sowie Buslinien verbinden Unterbilk mit anderen Stadtteilen.
Der Regionalbahnhof Düsseldorf-Bilk, welcher formal jedoch in Unterbilk liegt, wird derzeit von Stadtbahnlinien in Richtung Innenstadt, Hamm, Südfriedhof, Volmerswerth, Heinrich-Heine-Universität, Unterrath, Benrath und Ratingen angefahren. Seit 2016 befindet sich hier die Einfahrt zum Tunnel der Wehrhahn-Linie. Nach mehrjähriger Bauzeit waren die Arbeiten für die Vergrößerung zum Regionalbahnhof abgeschlossen, sodass er 2022 eröffnet werden konnte.

## Demographie

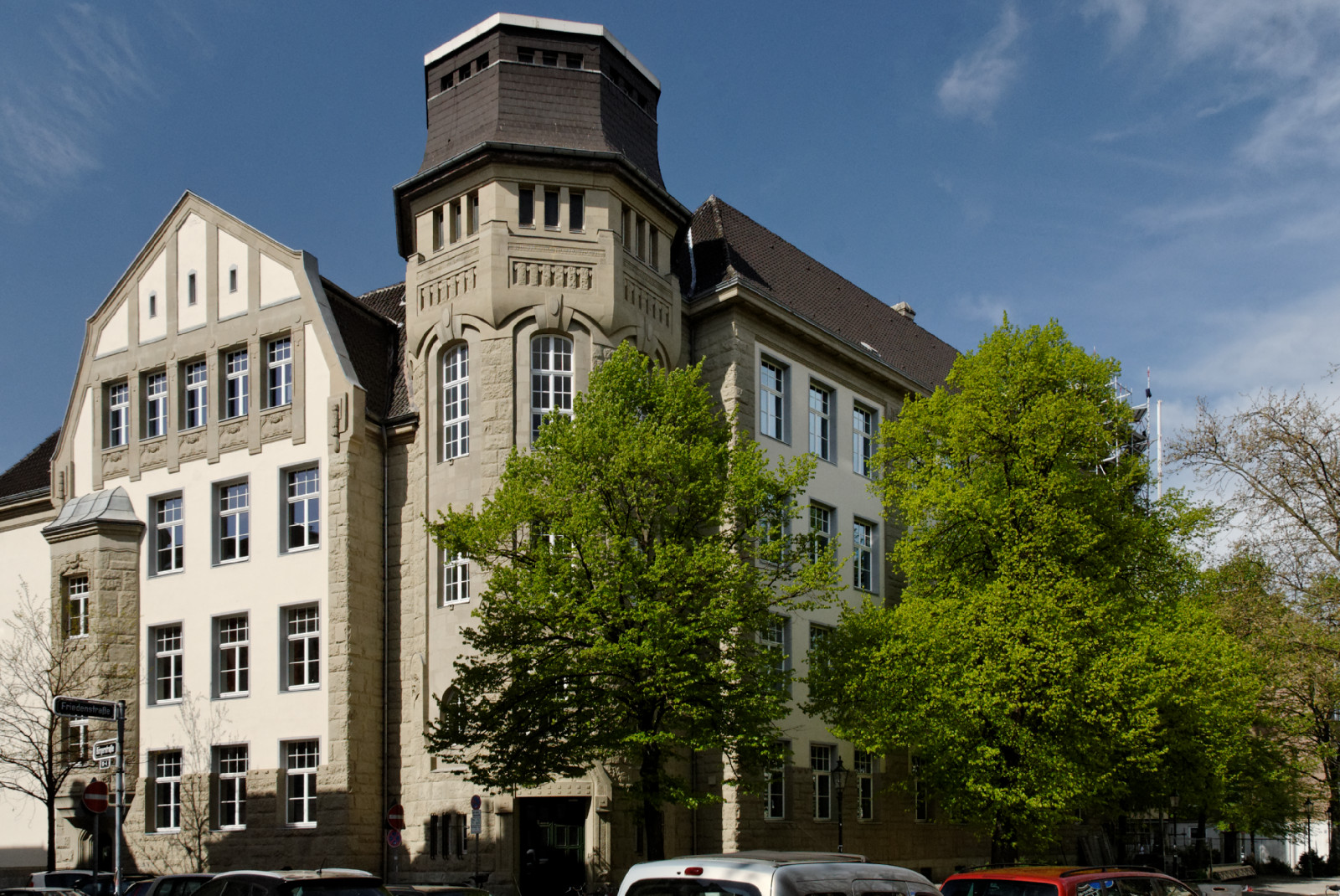
Leo-Statz-Berufskolleg

In Unterbilk wohnen etwa 19.000 Menschen in rund 12.900 Haushalten; darunter sind circa 8650 Einpersonenhaushalte. Die Arbeitslosenquote liegt mit 6,8 % unter dem Durchschnitt der Gesamtstadt (9,2 %). Mehr als die Hälfte (55,3 %) der Einwohner gehört der Altersgruppe der 18- bis 49-Jährigen an; mit einem Anteil von 11 % gibt es verhältnismäßig wenige Kinder und Jugendliche unter 18 Jahren (Gesamtstadt: 15,5 %). Der Anteil ausländischer Einwohner (20,6 %) ist ähnlich hoch wie in der Gesamtstadt (22,3 %). (Alle Angaben mit Stand vom 31. Dezember 2016)

## Wirtschaft
Bedeutendster Arbeitgeber in Unterbilk ist die Landesregierung von Nordrhein-Westfalen mit ihren Ministerien. Die übrigen Beschäftigten des Stadtteils gehören dem tertiären Sektor an. Die Lorettostraße hat sich durch die Nähe zum Medienhafen zu einem Schwerpunkt für Designermode, Möbel und Szenegastronomie entwickelt. Die Agentur des verstorbenen Werbetexters Werner Butter sitzt an der Kronprinzenstraße. In der Nachbarschaft bieten Tonstudios, Salsa- und Kochschulen ihre Dienste an.

## Gesundheit
Im Evangelischen Krankenhaus an der Kronenstraße befindet sich die Notfallpraxis Düsseldorf als gemeinsame Einrichtung aller Düsseldorfer Ärzte.

## Bekannte Gebäude und Sehenswürdigkeiten
Die Kronprinzenschule wurde 1892 erbaut.
An der Grenze zwischen Friedrichstadt und Unterbilk verlief dereinst in napoleonischer Ära die Stadtbefestigung von Düsseldorf. Nachdem diese geschleift war, wurden dort Grünanlagen angelegt; innerhalb dieser liegen der Schwanenspiegel und der Kaiserteich.

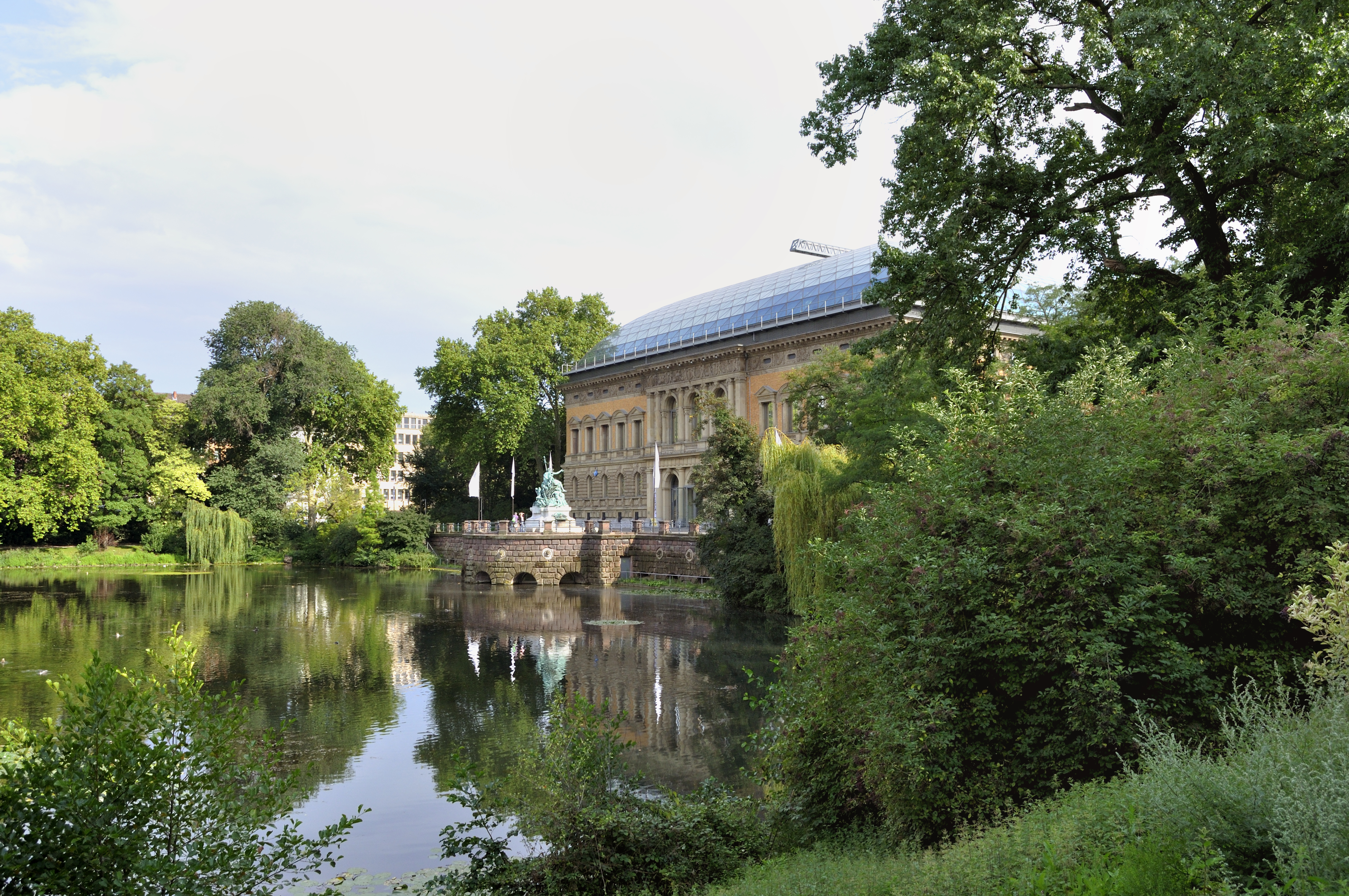
Ständehaus am Kaiserteich

Auch der alte Preußische Provinziallandtag im Ständehaus, in dem von 1946 bis 1988 der Landtag von Nordrhein-Westfalen untergebracht war, ist in den Grünanlagen am Schwanenspiegel und am Kaiserteich gelegen. Heute beherbergt das historische Parlamentsgebäude einen Teil der Kunstsammlung Nordrhein-Westfalen.
Das Bürohochhaus Stadttor ist ein Beispiel international ausgezeichneter Architektur im Stadtteil Unterbilk. Im Stadttor war in der Amtszeit von Ministerpräsident Wolfgang Clement hier die Staatskanzlei des Landes Nordrhein-Westfalen untergebracht. Gegenwärtig sind es u. a. Teile des Ministerium für Landwirtschaft und Verbraucherschutz und die Bereiche Sport und Ehrenamt der Landesregierung.
Die Nordrhein-Westfälische Akademie der Wissenschaften und der Künste an der Platanenstraße dient dem Gedankenaustausch und Networking. Das Gebäude wurde vom Düsseldorfer Architekten Hans Schwippert entworfen, dem späteren Rektor der Kunstakademie.

### Sakralbauten
Rund 500 Meter nördlich der im Stadtteil Bilk liegenden Kirche Alt St. Martin, steht die neuere Bilker Pfarrkirche St. Martin am Sankt-Martin-Platz, an der Kreuzung Bilker Allee, Martinstraße, Gladbacher Straße, Neusser Straße, Lorettostraße. Sie hat einen dreieckigen Grundriss. Im Chorraum befindet sich ein kreisförmiges Glasfenster von Hermann Alfred Raddatz mit der Darstellung Christi als Pantokrator und den vier Evangelisten. Schon vor dem Bau der jetzigen Kirche 1951–1952 standen an dieser Stelle eine Kapelle und eine Kirche. 1686 ließ Kurfürst Jan Wellem auf Wunsch seiner ersten Gemahlin Maria Anna Josepha von Österreich, Halbschwester des habsburgischen Kaisers Leopold, die Loretokapelle bauen, einen Nachbau des legendären Wohnhauses der Heiligen Familie von Nazareth aus Loreto. 1698 veranlasste die zweite Gemahlin des Kurfürsten, Anna Maria Luisa de’ Medici, Großherzogin von Toscana, den Überbau der Kapelle, die ein berühmter und viel besuchter Wallfahrtsort wurde. 1893 wurde die Kapelle abgerissen und eine neugotische Kirche von Alfred Tepe gebaut.
Die evangelische Kirche ist auf der Florastraße mit der großen Friedenskirche vertreten.

### Sonstiges
Etwas weiter südlich befindet sich der Florapark, der nach dem in Düsseldorf herrschenden Leitbild der Gartenstadt und der Reformbewegungen der Stadtplanung des ausgehenden 19. Jahrhunderts angelegt wurde.

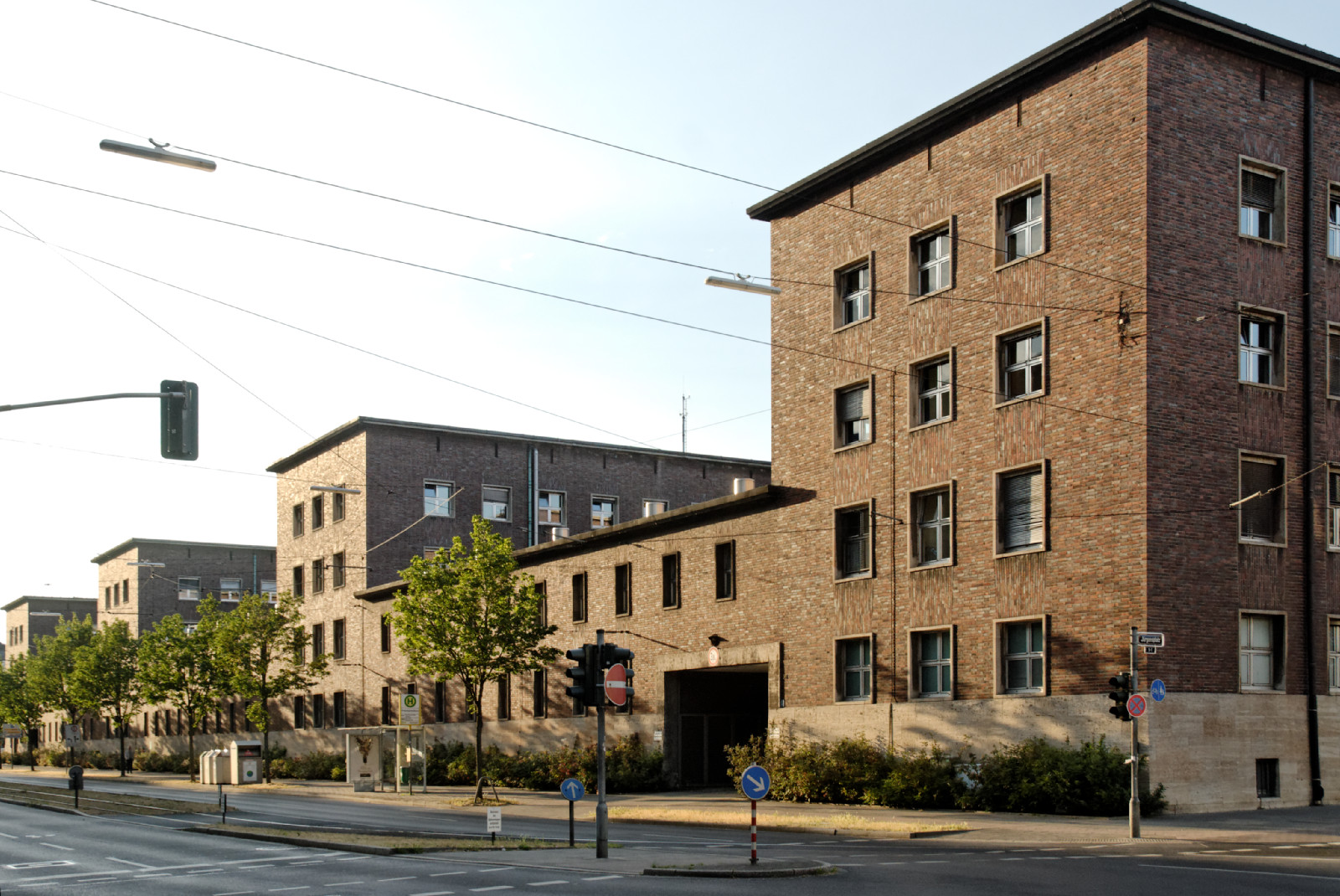
Polizeipräsidium Düsseldorf

Das Polizeipräsidium und die Oberfinanzdirektion wurden zwischen 1929 und 1939 am Kavallerieplatz auf dem Gelände einer ehemaligen Husarenkaserne erbaut. Sie zeigen sachlich-zweckorientierte Backsteinarchitekturen für Verwaltungsbauten der 1920er und 1930er Jahre. Das Präsidium wird seit 2013 modernisiert und mit Anbauten erweitert.
Auf dem Friedensplätzchen wird dienstags und freitags der Rheinische Bauernmarkt abgehalten. Die Schützen veranstalten hier ihren Möschesonntag. An der Grenze zu den Nachbarstadtteilen Bilk und Friedrichstadt, am Regionalbahnhof Düsseldorf-Bilk, befindet sich das Stadtteilzentrum Düsseldorf Arcaden mit Einkaufszentrum, Schwimmbad, Stadtbücherei und Bürgersaal, wo auch die öffentlichen Sitzungen der Bezirksvertretung stattfinden.